# Hawryliwka (obwód zaporoski)
Hawryliwka (ukr. Гаврилівка) – wieś na Ukrainie, w obwodzie zaporoskim, w rejonie melitopolskim, siedziba hromady Czkałowe. W 2001 liczyła 1100 mieszkańców, spośród których 1021 wskazało jako ojczysty język ukraiński, 72 rosyjski, 1 grecki, a 6 inny.
W latach 1938-2024 miejscowość nosiła nazwę Czkałowe (ukr. Чкалове).